# Tapsifülgomba
A tapsifülgomba (Otidea leporina) a Pyronemataceae családba tartozó, Eurázsiában és Észak-Amerikában honos, hegyvidéki fenyvesekben élő, ehető gombafaj. 

## Megjelenése
A tapsifülgomba termőteste kb. 5 (7) cm magas és 1-1,5 (4) cm széles, megnyúlt, felfelé álló, nyúlfül alakú, néha alacsonyabb, csészeszerű, oldalt hosszanti hasítékkal.
Belső oldala halványbarnás vagy sárgásbarna, külső oldala nedvesen a belső oldalával azonos színű, szárazon világosabb. Külső felszíne nagyon finoman szőrös, bársonyos. Alja röviden, tönkszerűen összehúzott.
A spóratermő réteg a belső oldalán található.
Húsa világosbarna, vékony, törékeny. Szaga és íze nem jellegzetes.
Spóra: színtelen, elliptikus, sima, két olajcseppel, 12-14 x 6,5-8 µm. Spórapora fehéres.
Spórapora fehéres. Spórája elliptikus, sima, két olajcsepp található benne, mérete 12-14 x 6-8 µm. 

### Hasonló fajok
A többi Otidea fajjal (nyúlfülegomba, barna fülesgomba, bőrsárga fülesgomba) lehet összetéveszteni, biztosan csak mikroszkóppal azonosítható.  

## Elterjedése és termőhelye
Eurázsiában és Észak-Amerikában honos. Magyarországon nem fordul elő. 
Hegyvidéki fenyvesekben él, főleg luc alatt. Augusztustól októberig terem.

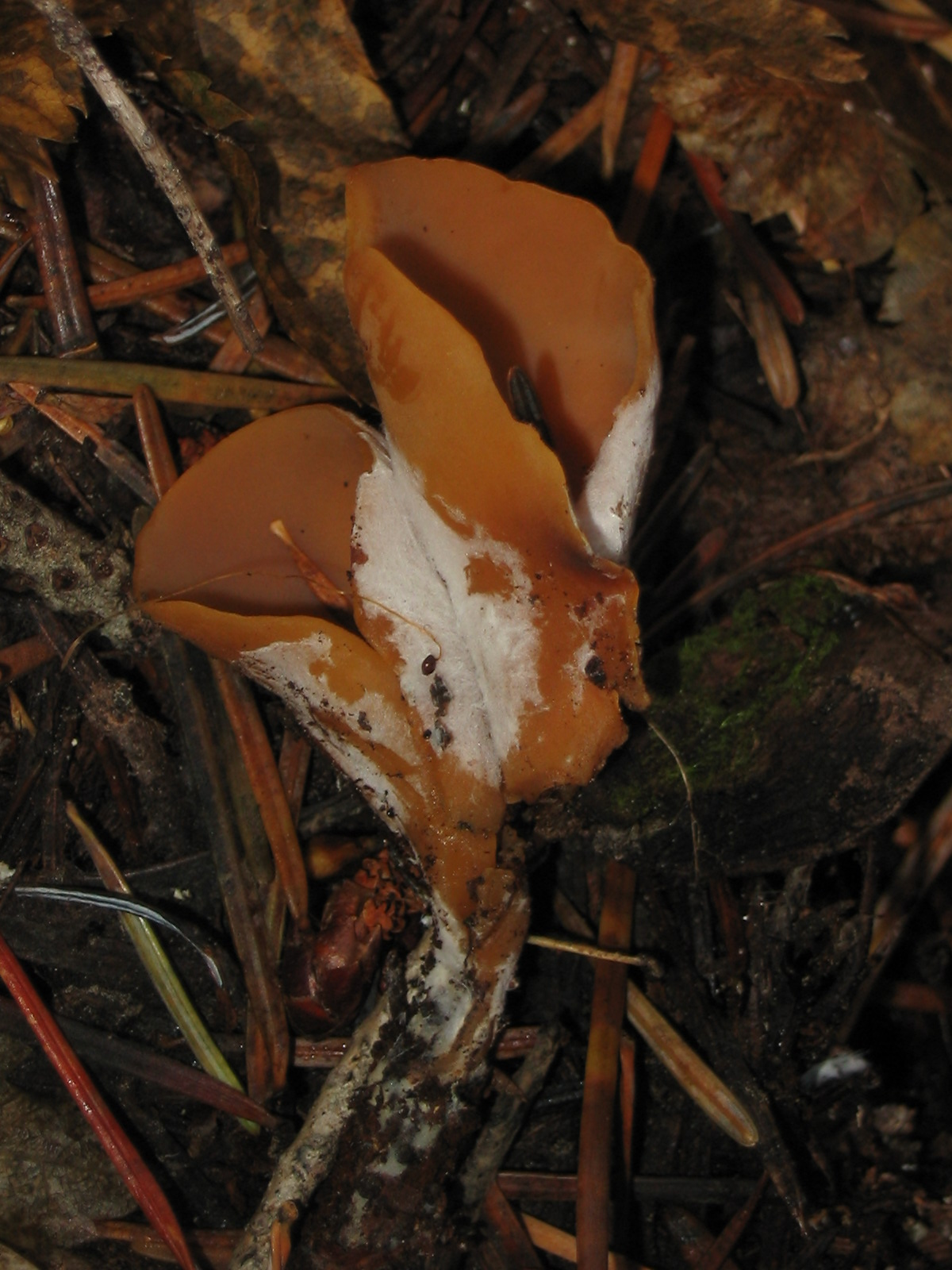
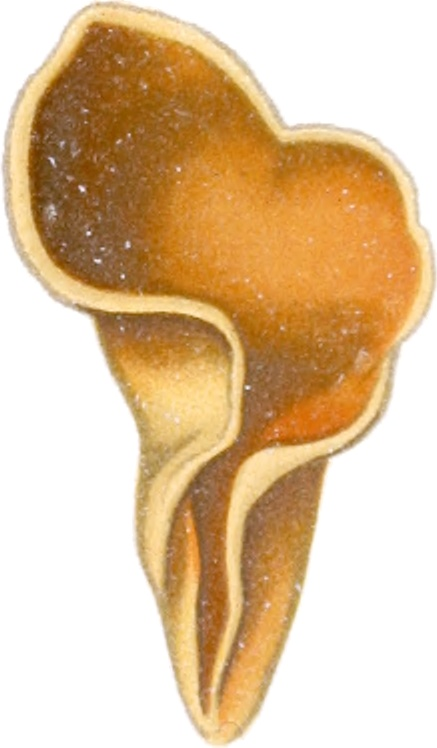
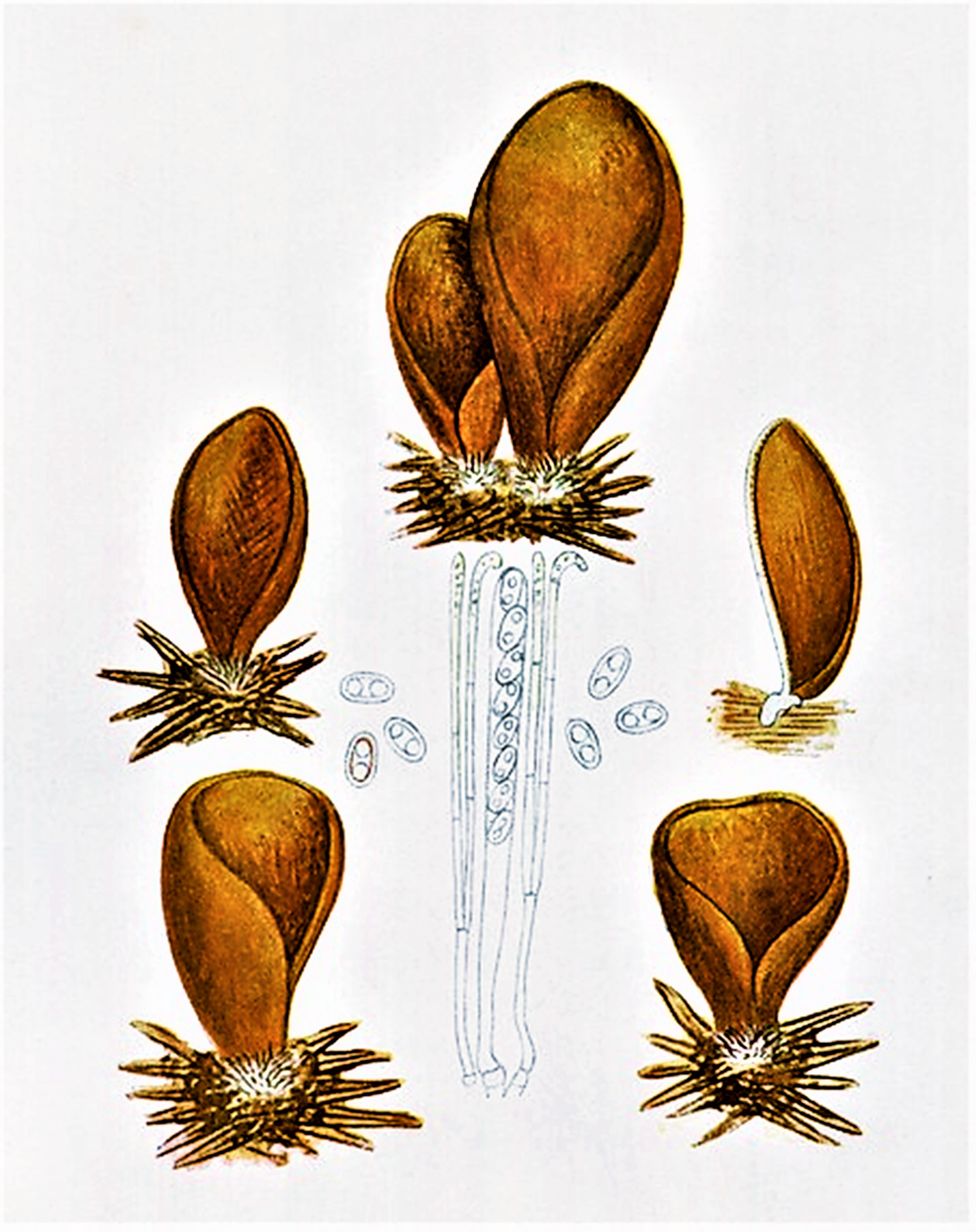

Ehető. 